# فرمان آتش
فرمان آتش فیلمی به کارگردانی  و نویسندگی حسن ساجدی ساختهٔ سال ۱۳۷۴ است.

## بازیگران
- رضا آقاربی
- شاهین جعفری
- منصور سهراب‌پور
- امیر خزرایی
- مینا نوروزی
- داوود بی دل
- توحید ساجدی
- محمد اسدی
- سلیمان امیری
- داریوش یاری